# The Gunman (film 2015)
The Gunman è un film del 2015 diretto da Pierre Morel con protagonisti Sean Penn, Idris Elba e Javier Bardem.
La pellicola è l'adattamento cinematografico del romanzo Posizione di tiro (La Position du Tireur Couché) scritto da Jean-Patrick Manchette nel 1981.

## Trama
James "Jim" Terrier, già soldato delle forze speciali, è diventato un mercenario di black operation. Egli fa parte di una squadra impiegata nel 2006 nella Repubblica Democratica del Congo, sotto la copertura di una fornitura di sistemi di sicurezza per progetti locali.  Lì s'innamora, corrisposto, di una giovane dottoressa inglese, Annie, che lavora in un ospedale e ignora la reale occupazione del suo nuovo compagno. In quel periodo, sebbene il paese sia dilaniato da guerre civili, grosse compagnie minerarie multinazionali continuano a conseguire lauti profitti dalle loro attività nel paese. Allorché il ministro delle miniere annuncia l'intenzione di denunciare i contratti di concessione in vigore, per negoziarne altri più equilibrati nei confronti del paese, la squadra di Jim viene arruolata per eliminare il politico. Tocca proprio a Terrier sparare con un fucile di precisione all'esponente del governo, mentre questi viaggia su una grossa auto. Compiuto l'assassinio, definito "'Operazione Calvario", a Jim viene ordinato di lasciare immediatamente il continente; l'uomo esegue la direttiva abbandonando Annie senza spiegazioni dopo aver chiesto al collega Felix di badare a lei. In seguito a questa esperienza Jim lascia l'attività di mercenario.
Otto anni dopo, Jim ritorna in Congo come volontario per una ONG, occupandosi di costruire pozzi per l'acqua. Un giorno, mentre tenta di riavviare un sistema motore-pompa, un gruppo di individui di colore attacca il campo ove egli lavora e cerca di ucciderlo, ma Jim riesce a difendersi eliminando a sua volta gli assalitori. Un rapido esame del loro equipaggiamento gli rivela che l'obiettivo dei sicari era solo lui. Spaventato e insospettito, Jim parte per Londra e va a parlare prima al suo ex capo, Terrence Cox, poi a Stanley, un tempo mercenario nonché suo vecchio collega e amico, cui chiede aiuto per recarsi in Spagna e trovarvi appoggio logistico. Mentre è con lui Jim, che soffre da tempo di dolori alla testa, problemi alla vista e perdite di memoria, effettua una visita medica e scopre che i traumi che ha subito in passato gli hanno irrimediabilmente danneggiato il cervello. Giunto a Barcellona, ritrova Annie,  sposata malvolentieri a Felix. Stando alle ultime novità, altri membri dell'"Operazione Calvario" sono già stati eliminati; Jim capisce di essere braccato e viene presto raggiunto da alcuni sicari, ma ha la meglio su di loro e fugge con Annie mentre Felix, in combutta con chi sta dando la caccia al suo vecchio amico, resta ucciso durante la sparatoria.
Jim e Annie trovano rifugio presso l'abitazione spagnola di Stanley, il quale rivela alcune importanti scoperte: Cox ha costituito una grossa società internazionale che offre servizi di sicurezza a grandi clienti, tra i quali anche il Pentagono. Quale capo della nuova organizzazione, desidera eliminare tutti gli ex membri della squadra che aveva condotto otto anni prima l'"Operazione Calvario", poiché eventuali rivelazioni sulla loro precedente attività potrebbero danneggiare la nuova occupazione.
Jim, poco dopo, viene contattato da Barnes, un agente dell'Interpol che sta indagando, al momento senza grandi successi, sulle malefatte di Cox; l'ex cecchino ha in effetti conservato molto materiale compromettente sulle precedenti attività di chi ora si occupa di sicurezza per clienti altolocati, ma per adesso sceglie di non collaborare volendo occuparsi della situazione in prima persona. Raggiunge così il suo vecchio capo a Gibilterra ma i dolori alla testa gli impediscono di eliminarlo e sviene tra i bidoni dell'immondizia. Quando riprende i sensi, viene contattato da Cox, che coi suoi scagnozzi ha ucciso Stanley e rapito Annie volendo utilizzarla come merce di scambio con lo stesso Jim. Questi rilancia dimostrando di avere molta documentazione sulle missioni comandate da Cox e gli dà appuntamento in un'arena dove si svolge la corrida.
Nonostante altri dolori alla testa Jim riesce a trarre in salvo Annie uccidendo tutti gli sgherri di Cox, che perde la vita travolto e infilzato da un toro nei corridoi dell'arena. Poco dopo sopraggiunge l'Interpol, precedentemente contattata da Jim. Questi decide infine di collaborare con la giustizia una volta avuta la certezza che Annie sta bene, ma Barnes non può evitargli un lungo periodo di detenzione.
Qualche tempo dopo, mentre Annie è tornata a fare il medico in Africa, Jim la raggiunge.

## Produzione
Il budget del film è stato di 40 milioni di dollari.
Le riprese del film iniziano nella primavera del 2013 e si svolgono in Europa, principalmente a Londra e Barcellona.

## Distribuzione
Il primo trailer del film viene diffuso l'11 dicembre 2014.
La pellicola è stata distribuita nelle sale cinematografiche a partire dal 20 marzo 2015 ed in quelle italiane dal 7 maggio.

## Accoglienza
Il film è stato uno dei peggiori flop del 2015, accolto negativamente sia dal pubblico che dalla critica, ha incassato solo 10,7 milioni di dollari nel nord America, il 27% del suo costo di produzione.